# Marchtrenk
Marchtrenk je město v rakouské spolkové zemi Horní Rakousy v okrese Wels-venkov. Žije zde přibližně 14 tisíc obyvatel.

## Politika

### Starostové
- 1969–1990 Ferdinand Reisinger (SPÖ)
- do roku 2013 Fritz Kaspar (SPÖ)
- od roku 2013 Paul Mahr (SPÖ)[2]